# Гордецкий, Егор Сергеевич
Егор Сергеевич Гордецкий (род. 9 февраля 1996, Витебск) — белорусский игрок в пляжный футбол. Игрок сборной Белоруссии .

## Биография
Родился в Витебске, но с детства проживает в Санкт-Петербурге. Начал играть в пляжный футбол в Санкт-Петербурге. В чемпионате России дебютировал в 2019 году в составе клуба «Яблочный». С 2020 года выступает за московский ЦСКА. В Белоруссии играл за ЦОР.
Дебют в сборной Белоруссии состоялся в 2014 году. Трижды представлял страну на чемпионатах мира в 2021, 2024 и 2025 годах. На турнире 2024 года вместе с командой впервые в истории белорусской сборной стал бронзовым призёром.
29 января 2021 года Гордецкому было присвоено спортивное звание «Мастер спорта Республики Беларусь».
Супруга — футболистка Мария Гудаева. Свадьба состоялась в августе 2022 года.

## Достижения
Сборная
- Финалист Евролиги: 2021
- Победитель Игр стран СНГ: 2023

Клубные
- Чемпион Белоруссии: 2023 (ЦОР)[6]
- Победитель Кубка Белоруссии: 2023 (ЦОР)[7]
- Победитель Суперкубка Белоруссии: 2024[8]
- Бронзовый призёр чемпионата России: 2022 (ЦСКА)
- Победитель Московского международного кубка: 2022 (ЦСКА)
- Финалист Московского международного кубка: 2023 (ЦСКА)

Индивидуальные
- Лучший игрок чемпионата Белоруссии: 2023